# Bogale
Bogale är en ort i Myanmar. Den ligger i regionen Ayeyarwady, i den södra delen av landet, 400 km söder om huvudstaden Naypyidaw. Bogale ligger 11 meter över havet och folkmängden uppgick till cirka 43 000 invånare vid folkräkningen 2014.

## Geografi
Terrängen runt Bogale är mycket platt. Runt Bogale är det ganska tätbefolkat, med 172 invånare per kvadratkilometer. Trakten runt Bogale består till största delen av jordbruksmark.

## Klimat
Tropiskt monsunklimat råder i trakten. Årsmedeltemperaturen i trakten är 24 °C. Den varmaste månaden är april, då medeltemperaturen är 28 °C, och den kallaste är januari, med 23 °C. Genomsnittlig årsnederbörd är 3 280 millimeter. Den regnigaste månaden är juli, med i genomsnitt 801 mm nederbörd, och den torraste är februari, med 1 mm nederbörd.